# Thionck-Essyl

Thionck-Essyl (eller Tionk Essil) är en ort i sydvästra Senegal som är belägen i området Casamance, söder om Gambia. Den ligger i regionen Ziguinchor och hade 8 388 invånare vid folkräkningen 2013.